# Hangelar
Hangelar is een stadsdistrict van Sankt Augustin in de Duitse deelstaat Noordrijn-Westfalen. Hangelar grenst aan Bonn, de voormalige regeringszetel van de Bondsrepubliek. In Hangelar ligt het vliegveld Bonn/Hangelar dat gebruikt wordt door de Bundespolizei en door zweefvliegers. Het hoofdkwartier van de GSG 9 is eveneens in Hangelar gevestigd.